# سیاه‌چاله (فیلم ۲۰۰۶)
«سیاه‌چاله» (انگلیسی: The Black Hole) فیلمی در ژانر علمی–تخیلی است که در سال ۲۰۰۶ منتشر شد. از بازیگران آن می‌توان به جود نلسن و کریستی سوانسون اشاره کرد.